# Potentilla cinerea
Potentilla cinerea är en rosväxtart som beskrevs av Dominique Chaix och Dominique Villars. Potentilla cinerea ingår i Fingerörtssläktet som ingår i familjen rosväxter. Inga underarter finns listade i Catalogue of Life.

## Bildgalleri

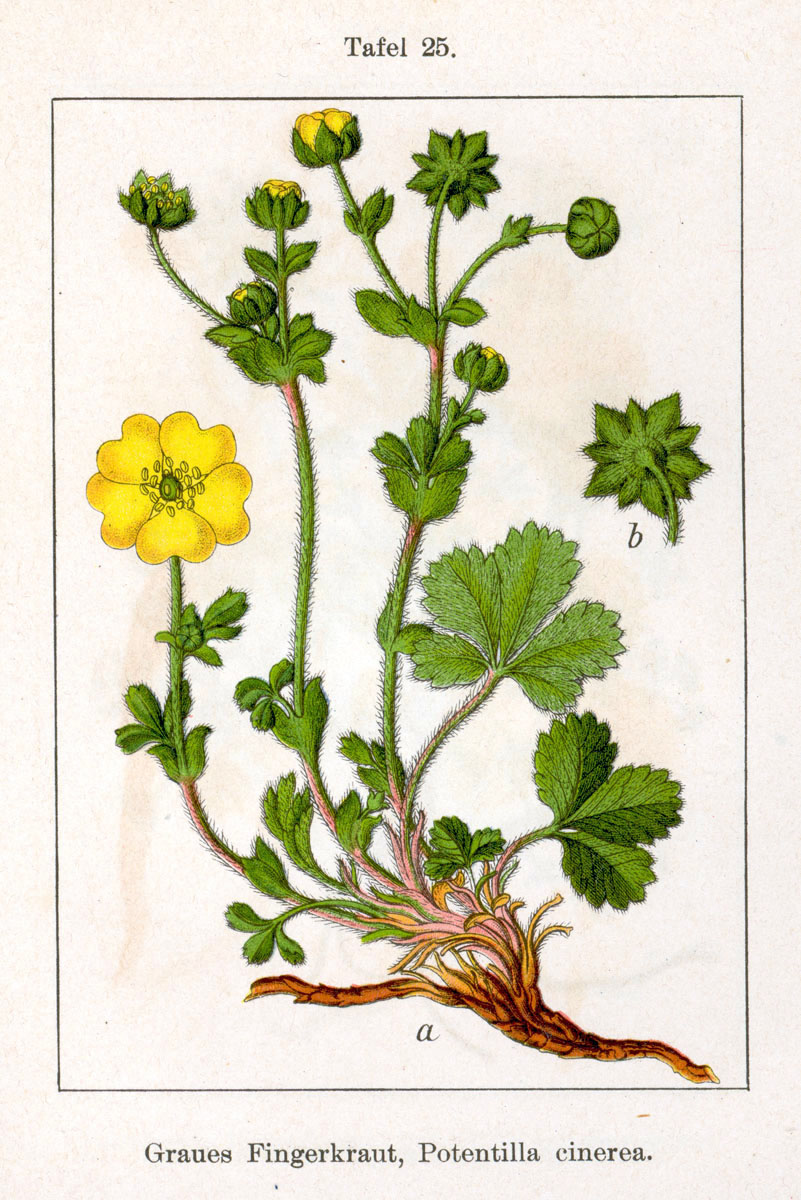